# Oszkár Frey
Oszkár Frey (n. 22 aprilie 1953, Budapesta, Republica Populară Ungară) este un canoist ce a reprezentat Ungaria, medaliat olimpic. A participat la 2 ediții ale Jocurilor Olimpice (1976, 1980) în care a câștigat două medalii de bronz.